# Palet (cuisine)
Pour les articles homonymes, voir Palet.
En cuisine, un palet est un petit gâteau sec en forme de cylindre plat.
Le palet breton est une pâtisserie bretonne ayant cette forme.
Le palet de Dame est un biscuit plat et rond, à l'origine recouvert d'un glaçage blanc . Il est originaire du Nord : Hauts-de-France, Wallonie picarde, Flandres. Aujourd'hui de nombreuses recettes existent.
Les palets "Solognots" sont des biscuits originaires du Loir-et-Cher.